# Еразмус II фон Щархемберг
Еразмус II фон Щархемберг 'Млади' (на немски: Erasmus von Starhemberg „der Jüngere“; * 1545, Вилдберг при Линц, Долна Австрия; † 1570) е благородник от стария австрийски благороднически род Щархемберг.

## Произход
Той е малък син (от осемнадесет деца) на императорския съветник Еразмус I фон Щархемберг „Стари“ (1503 – 1560), господар на Щархемберг, Ридег и Вилдберг, и първата му съпруга графиня Анна фон Шаунберг (* 1513; † 1551, Виена), дъщеря наследничка на граф Георг III фон Шаунберг (1472 – 1554) и Генофефа фон Арко († сл. 1554). Баща му Еразмус I фон Щархемберг се жени втори път на 30 юли 1553 г. за Регина фон Полхайм († 1572), вдовица на граф Йохан IV фон Шаунберг († 1551), братът на първата му съпруга Анна фон Шаунберг. Най-големите му братя са Рюдигер IX фон Щархемберг (1534 – 1582), става 1560 г. след баща му господар на Щархемберг, Гундакар XI фон Щархемберг (1535 – 1585), и Хайнрих фон Щархемберг (1540 – 1571), господар на Ридег, Вилдберг и Лобенщайн, имперски дворцов съветник.
Щархембергите са от 1643 г. имперски графове и от 1765 г. имперски князе.
- Щархемберг, 1674
- Дворец Вилдберг, ок. 1674

## Фамилия
Еразмус II фон Щархемберг 'Млади' се жени на 3 октомври 1568 г. за трушсеса Катарина фон Валдбург-Волфег-Цайл (* 6 юни 1545; † 12 ноември 1590, погребана в Ортенбург), дъщеря на наследсвения трушсес Георг IV фон Валдбург-Волфег-Цайл (1523 – 1556/1557) и графиня Йохана фон Раполтщайн (1525 – 1569). Те имат вер. една дъщеря:
- Ана Доротея фон Щархемберг (* 26 февруари 1607; † 1636, Виена), омъжена на 26 март 1634 г. във Виена за граф Зигфрид Леонхард фон Бройнер (1589/1591 – 1666), син на Зайфрид Кристоф фон Бройнер „Стари“ (1569 – 1651) и Анна Мария Елизабет фон Харах-Рорау (1564 – 1624)

Вдовицата му Катарина фон Валдбург-Цайл-Валдзее се омъжва втори път 1571 г. за граф Улрих III фон Ортенбург (1532 – 1586) и има с него два сина и дъщеря.